# 宋一麟
宋一麟（1583年—1618年），字仲符，號震陽，直隸大名府南樂縣人，軍籍，明朝政治人物。

## 生平
癸卯順天府鄉試第九十九名舉人，萬曆三十八年（1610年）庚戌科會試一百八十五名，第二甲第一百五十八名進士。兵部觀政，授河南確山縣知縣，四十年調麻城縣知縣，萬曆四十六年（1618年）卒。

## 家族
曾祖宋堂；祖宋子芳；父宋全，省祭文林郎；母李氏（封孺人）。永感下。兄一鳳（庠生）。子宋瓚（庠生）；宋琰（庠生）；宋珽。